# Tiger 2
 Der er for få eller ingen kildehenvisninger i denne artikel, hvilket er et problem. Du kan hjælpe ved at angive troværdige kilder til de påstande, som fremføres i artiklen.

Panzerkampfwagen VI Ausf. B Tiger II "Königstiger" (Også administrativt kendt som Sd.Kfz.182) var en tysk kampvogn, der blev udviklet sent i Anden Verdenskrig. Den havde 150 mm frontpanser, 80 mm side- og hækpanser. Den var udstyret med en 88 mm kanon. Kampvognen vejede 70 ton, men havde samme motor som den langt lettere Panther (Panzer V) og som forløberen Tiger (Panzer VI) – en 700 hk motor til at trække de 70 ton.
Det skråtstillede panser gav en effektiv tykkelse på 200 mm udover at det nemmere kunne reflektere skud væk.
Mangel på vigtige råstoffer til en effektiv stålblanding gjorde beskyttelsen mindre effektiv end Tiger I i visse situationer. Panserpladerne kunne simpelthen falde fra hinanden i samlingerne ved anskydning, eller få fragmenter til at flyve af på indersiden og både såre og dræbe besætningen trods der ikke kom gennemskydning.
Grundet det og de hårde rystelser for storkaliber-træffere var der tilfælde hvor Tiger II kampvognens ammunition opbevaret i tårnet faldt ud at holderne og faldt ned igennem tårnet og sårede besætning og skadede udstyr og forstyrrede besætningens fokus væk fra kampopgaver. Dette udløste forbud mod opbevaring af ammunition i tårnet og nedsatte mængde af ammunition Tiger II kunne medbringe i kamp.
Udover det, så var en række mekaniske dele til transmission fra motor til larvefødderne notorisk upålidelige og medførte mange sammenbrud.
Besætningerne var tillige pga. krigens gang ofte ikke færdiguddannet og kunne ikke betjene kampvognen effektivt således af sammenbruds raten steg og kampsituationer for ofte faldt ugunstige ud grundet den manglende erfaring.
Samlet set var der bestilt 1.500 Tiger II i forskellige varianter mens kun ca. 500 nåede at blive produceret grundet især bombning af fabrikker. Amerikansk efterretningstjeneste fandt dele nok til at ca. 2.000 Tiger II kunne være blevet produceret.
Der var blandt andet planer om at Tiger II skulle være blevet brugt til platform for svær artilleri.

## Specifikationer
- Besætning: 5 mand
- motor: Maybach HL 230 P 30 / 12-cylinder / 700 hk
- Fart: vej: 35-38 km/h, terræn: 17 km/h
- Benzinkapacitet: 860 liter
- Længde: 7,26 m (uden kanon), 10,28 m (Med kanon)
- bredde: 3,65 m
- højde: 3,09 m
- Våben: 88 mm KwK 43 L/71 & 3 x 7,92 mm MG34/42
- Panser: Front: 180 mm, sider: 80 mm, hæk: 80 mm

## Jagdtiger
Panserjager med 128 mm PaK 44 L/55 monteret i chassiset dvs. uden tårn.
77 produceret.